# Charles Abbot
Charles Abbot (24 marzo 1761 – Bedford, 8 settembre 1817) è stato un entomologo e botanico britannico.

## Biografia
Abbot studiò dapprima al Winchester College e poi si laureò presso il New College dell'Università di Oxford nel 1788.
Nel 1793 fu eletto membro della Linnean Society of London.
Nel 1802 conseguì anche il Bachelor of Divinity (B.D.) e il Doctor of Divinity (D.D.).
Abbot fu vicario di Oakley Raynes e Goldington, nel Bedfordshire, e cappellano del Marchese di Tweeddale.
Egli è noto per aver compiuto, nel 1798, la prima cattura in Inghilterra della Papilio paniscus (in inglese: Chequered Skipper).
Abbott morì a Bedford l'8 settembre 1817.

## Opere
Tra i suoi scritti vi sono:
- il manoscritto Catalogus plantarum (maggio 1795);
- una lista di 956 piante del Bedfordshire;
- successivamente, un libro sullo stesso soggetto, intitolato Flora Bedfordiensis (novembre 1798);
- il volume Monody on the Death of Horatio, Lord Nelson (1805);
- il volume di sermoni intitolato Parochial Divinity (1807).